# Franz-Fischer-Hütte
Die Franz-Fischer-Hütte ist eine Alpenvereinshütte der Sektion Lungau des ÖAV in den Radstädter Tauern auf 2020 m ü. A. Sie ist nach Franz Fischer benannt, der von 1923 bis zu seinem Tod im Jahr 1944 Vorsitzender der Wiener Sektion Tauriskia des DuOeAV war. Sie liegt im Gemeindegebiet von Zederhaus in Salzburg und dient als Stützpunkt am Zentralalpenweg, einem österreichischen Weitwanderweg von Hainburg an der Donau nach Feldkirch.

## Geschichte
Der Bau der Hütte wurde 1923 von der Sektion Tauriskia des Deutschen und Österreichischen Alpenvereins beschlossen, doch erst 1930/31 wurde die Hütte gebaut. Sie hatte ursprünglich 31 Matratzenlager. 1935 wurde die Hütte durch eine Staublawine zerstört, aber bereits 1936 wiedereröffnet. Nach einer erneuten Lawine 1963 wurde die Hütte an anderer Stelle wiederaufgebaut und 1966 eröffnet.
Nach der Auflösung der Sektion Tauriskia übernahm die Sektion Lungau des Österreichischen Alpenvereins im Jahr 2011 die Verantwortung für die Wanderwege. Die Sektion entschied sich für einen Neubau der Hütte, da eine Renovierung des alten Gebäudes wegen großer Wasserschäden nicht zweckmäßig schien.
2013 erfolgte der Neubau der Franz-Fischer-Hütte nach Plänen des Mauterndorfer Architekten Florian Lüftenegger. Der 700.000 Euro teure Bau wurde neben Eigenmitteln und Förderungen durch den Österreichischen Alpenverein, dem Land Salzburg auch durch eine Beteiligung der englischen „Sektion Britannia“ in der Höhe von 80.000 Euro finanziert. Die neue Hütte ist mit vier Zimmern mit zwei bis sechs Schlafplätzen, Bettenlager mit 15 Schlafplätzen, Winterlager mit sechs Schlafplätzen ausgestattet. Die Gaststube (Britannia-Stube) und der Seminarraum bieten insgesamt 44, die Terrasse 50 Sitzplätze. Seit dem 20. Juni 2014 ist die Hütte wieder geöffnet.
Beim Neubau wurde danach getrachtet, Bauelemente des Altbaus zu verwerten. Noch 2021 wird unbehandeltes Bauholz des Altbaus im Stückholzofen verheizt.
Seit 2020 kocht und bäckt Hüttenpächterin Evelyn Faber auf der Hütte als erste und einzige der 231 Hütten des ÖAV komplett fleischlos, nämlich vegetarisch oder vegan. Strom kommt aus einem Wasserkraftwerk beim tiefer gelegenen Zaunersee. 2020 wurde eine biologische Abwasserkläranlage errichtet. 2021 erhielt die Hütte das Umweltgütesiegel für Alpenvereinshütten, 63 Hütten haben in Österreich dieses Zertifikat.

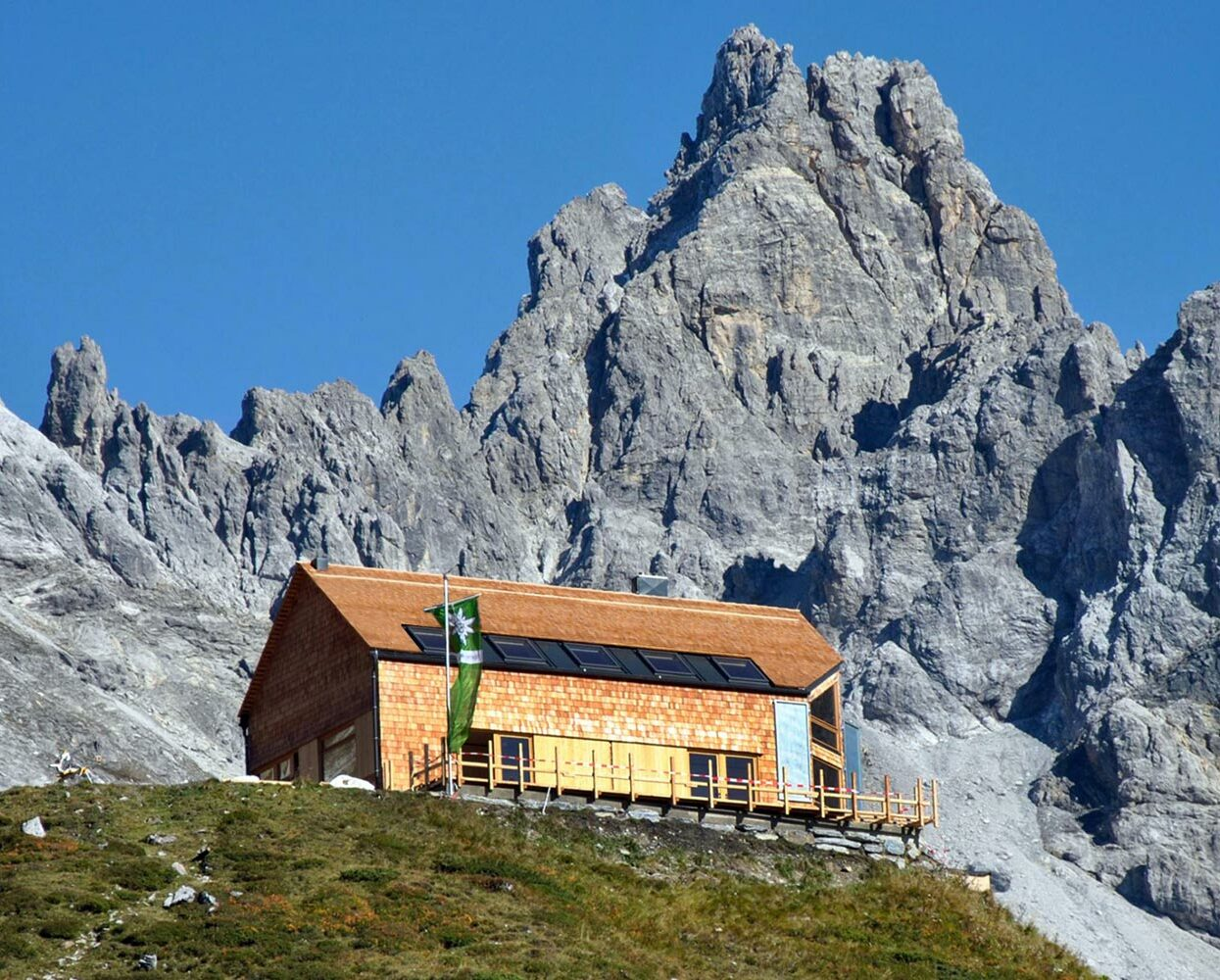
Die neue Franz-Fischer-Hütte, erbaut 2013 von LAX Architextur Lüftenegger.
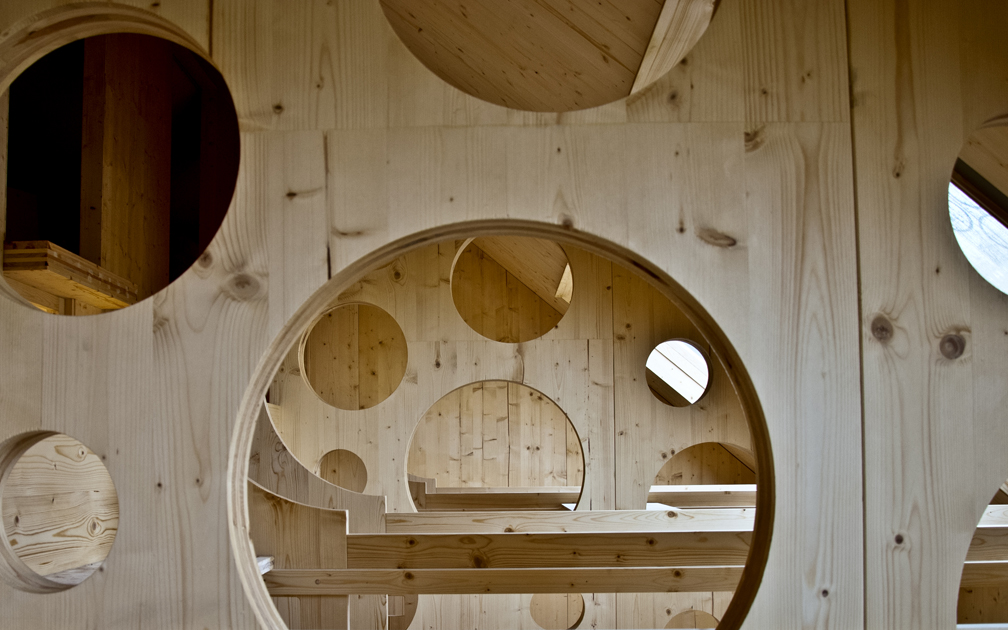
Innenräume

## Aufstiege
- von der Unteren Esslalm (1514 m) aus, in 1¼ Stunden
- von der Schliereralm, in 2 Stunden
- von Altenmarkt (842 m) über Flachau und Flachauwinkl, in 5 Stunden

## Benachbarte Hütten
Die Nachbarhütten der Franz-Fischer-Hütte sind:
- die Tappenkarseehütte (1820 m), in 2¼ Stunden
- die Sticklerhütte (1750 m), in 4 Stunden
- die Südwiener Hütte (1710 m), in 6½ Stunden

## Gipfeltouren
- Mosermandl, Höhe 2680 m, in 2½ Stunden
- Faulkogel, Höhe 2654 m, in 4 Stunden
- Stierkarkopf, Höhe 2366 m, in 1 Stunde
- Wildkarhöhe, Höhe 2514 m, in 2 Stunden
- Rothorn, Höhe 2522 m, in 3 Stunden